# Trial Indoor Internacional de Barcelona

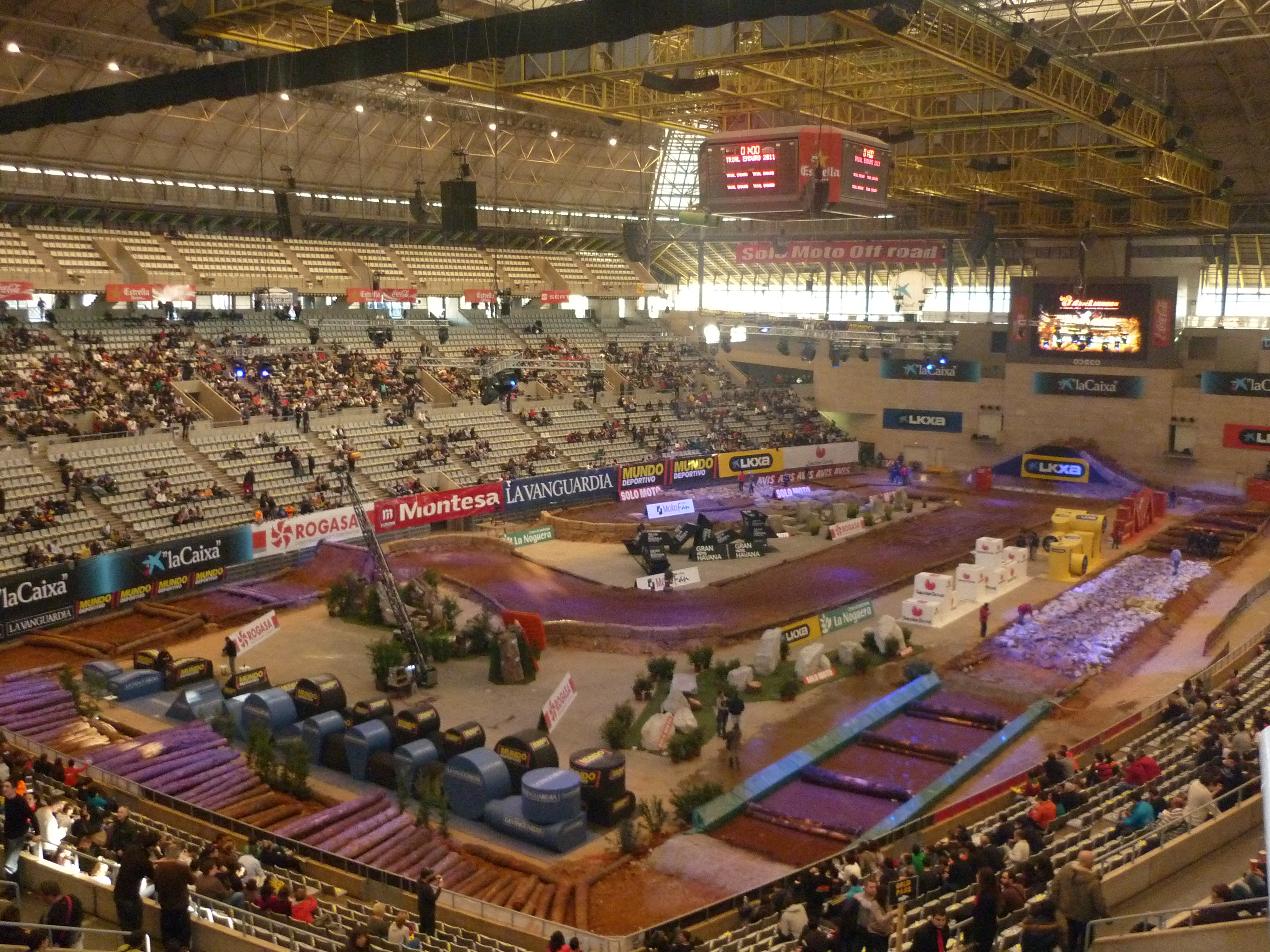
Trial Indoor Internacional de Barcelona

El Trial Indoor Internacional de Barcelona es una competición deportiva de trial que se celebra cada año, durante el mes de enero, en el Palau Sant Jordi de Barcelona. Es la prueba más veterana de las puntuables para el Campeonato Mundial de Trial.

## Historia
La primera edición se celebró el 24 de enero de 1978, organizada por la revista "Solo Moto". En sus primeras ediciones se celebraba en el Palacio de los Deportes de Barcelona de la calle Lleida y para acceder al evento bastaba con mostrar en la entrada un ejemplar de la revista.
En 1991, la prueba cambió de escenario y pasó a tener lugar en el recién estrenado Palau Sant Jordi que, por sus dimensiones, permitió ampliar el espacio de las pruebas y dar cabida a más de 18.000 espectadores.

## Palmarés

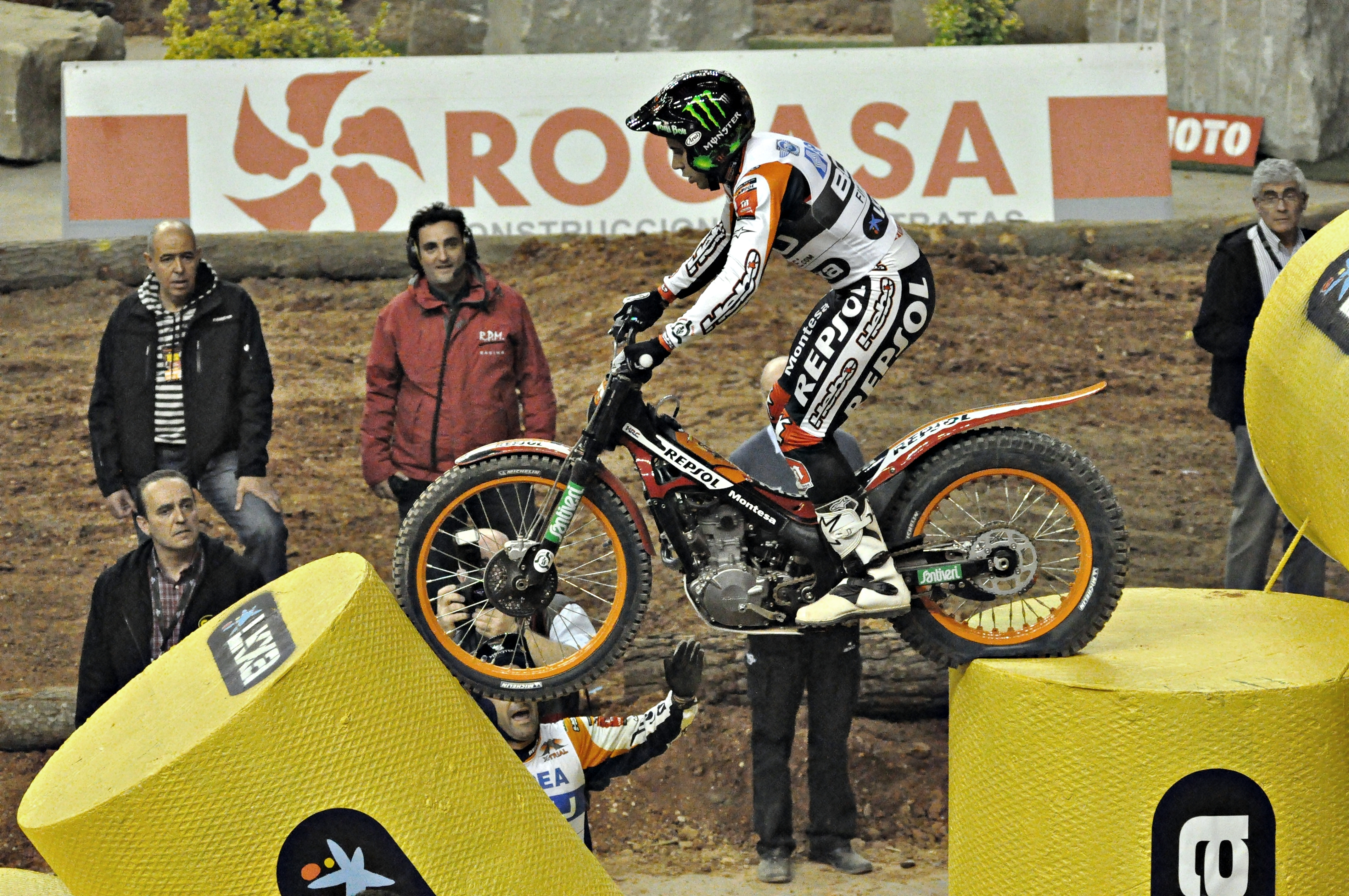
Toni Bou en la edición de 2011

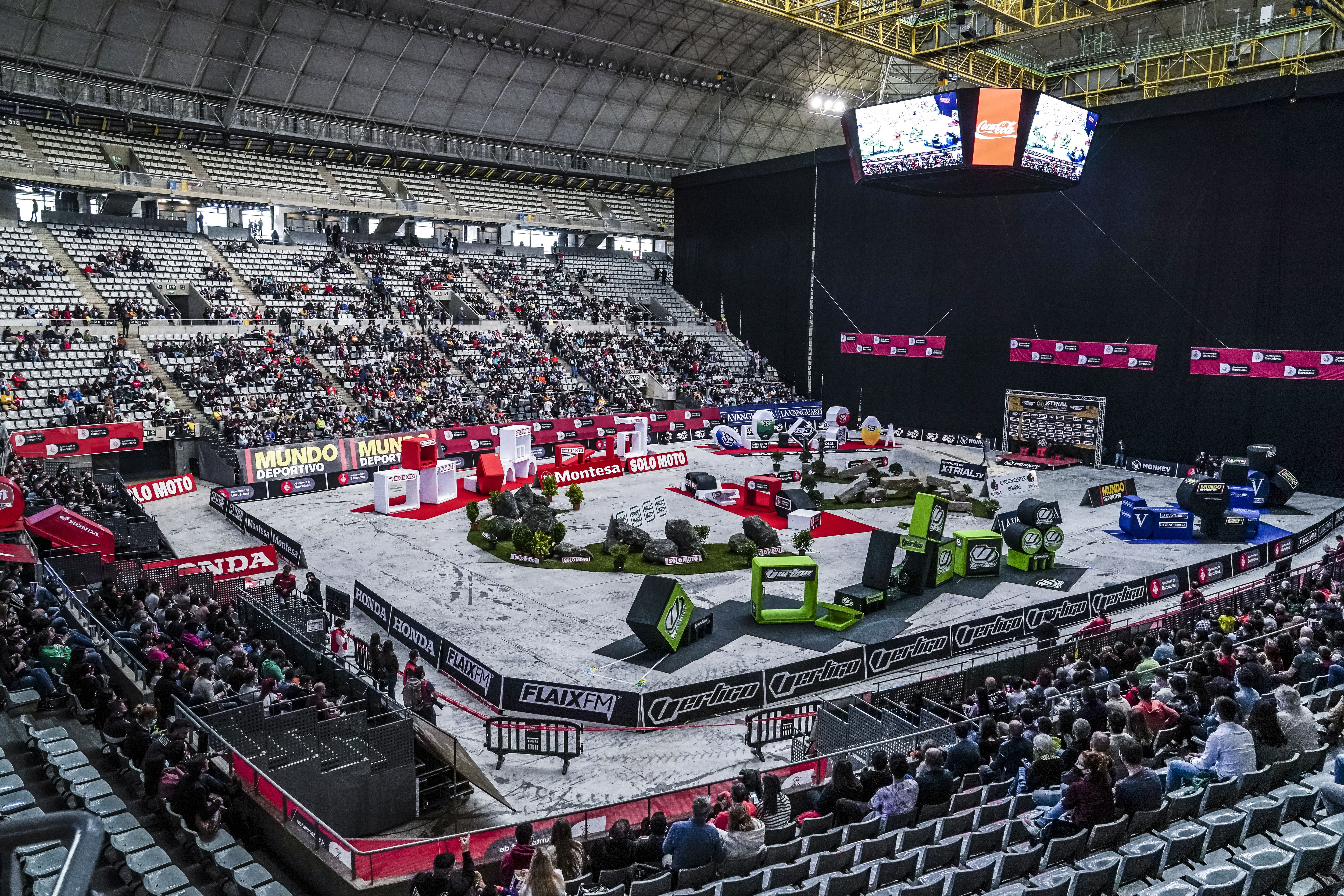
Trial Indoor Internacional de Barcelona edición 2022

| Edición | Año  | Ganador          | Ganador       | Segundo           | Segundo       | Tercero           | Tercero        |
| ------- | ---- | ---------------- | ------------- | ----------------- | ------------- | ----------------- | -------------- |
| I       | 1978 | Jaume Subirà     | Montesa       | Yrjo Vesterinen   | Bultaco       | Quico Payà        | OSSA           |
| II      | 1979 | Bernie Schreiber | Bultaco       | Manuel Soler      | Bultaco       | Felix Krahnstover | Montesa        |
| III     | 1980 | Bernie Schreiber | Bultaco       | Toni Gorgot       | OSSA          | Jaume Subirà      | Fantic         |
| IV      | 1981 | Toni Gorgot      | OSSA          | Eddy Lejeune      | Honda         | Danilo Galeazzi   | SWM            |
| V       | 1982 | Eddy Lejeune     | Honda         | Gilles Burgat     | Fantic        | Bernie Schreiber  | SWM            |
| VI      | 1983 | Eddy Lejeune     | Honda         | Bernie Schreiber  | SWM           | Lluís Gallach     | Montesa        |
| VII     | 1984 | Eddy Lejeune     | Honda         | Lluís Gallach     | Merlin        | Bernie Schreiber  | SWM            |
| VIII    | 1985 | Andreu Codina    | Montesa       | Pascal Couturier  | Beta          | Gilles Burgat     | Yamaha         |
| IX      | 1986 | Jordi Tarrés     | Beta          | Eddy Lejeune      | Honda         | Thierry Michaud   | Honda          |
| X       | 1987 | Diego Bosis      | Aprilia       | Eddy Lejeune      | Honda         | Jordi Tarrés      | Beta           |
| XI      | 1988 | Jordi Tarrés     | Beta          | Diego Bosis       | Aprilia       | Donato Miglio     | Fantic         |
| XII     | 1989 | Jordi Tarrés     | Beta          | Diego Bosis       | Aprilia       | Andreu Codina     | Gas Gas        |
| XIII    | 1990 | Jordi Tarrés     | Beta          | Diego Bosis       | Aprilia       | Amós Bilbao       | Fantic         |
| XIV     | 1991 | Jordi Tarrés     | Beta          | Tommi Ahvala      | Aprilia       | Donato Miglio     | Aprilia        |
| XV      | 1992 | Jordi Tarrés     | Beta          | Marc Colomer      | Montesa Honda | Tommi Ahvala      | Aprilia        |
| XVI     | 1993 | Jordi Tarrés     | Gas Gas       | Marc Colomer      | Beta          | Tommi Ahvala      | Aprilia        |
| XVII    | 1994 | Marc Colomer     | Beta          | Jordi Tarrés      | Gas Gas       | Donato Miglio     | Gas Gas        |
| XVIII   | 1995 | Marc Colomer     | Montesa Honda | Joan Pons         | Gas Gas       | Steve Colley      | Gas Gas        |
| XIX     | 1996 | Marc Colomer     | Montesa Honda | Tommi Ahvala      | Fantic        | Jordi Tarrés      | Gas Gas        |
| XX      | 1997 | Marc Colomer     | Montesa Honda | Dougie Lampkin    | Beta          | Amós Bilbao       | Gas Gas        |
| XXI     | 1998 | Dougie Lampkin   | Beta          | Marc Colomer      | Montesa Honda | Steve Colley      | Gas Gas        |
| XXII    | 1999 | Marc Colomer     | Montesa Honda | Dougie Lampkin    | Beta          | Amós Bilbao       | Montesa Honda  |
| XXIII   | 2000 | Dougie Lampkin   | Montesa Honda | Marc Colomer      | Montesa Honda | Steve Colley      | Gas Gas        |
| XXIV    | 2001 | Dougie Lampkin   | Montesa Honda | Marc Colomer      | Gas Gas       | Albert Cabestany  | Beta           |
| XXV     | 2002 | Adam Raga        | Gas Gas       | Marc Freixa       | Sherco        | Dougie Lampkin    | Montesa Honda  |
| XXVI    | 2003 | Adam Raga        | Gas Gas       | Albert Cabestany  | Beta          | Dougie Lampkin    | Montesa Honda  |
| XXVII   | 2004 | Adam Raga        | Gas Gas       | Marc Freixa       | Montesa Honda | Takahisa Fujinami | Montesa Honda  |
| XXVIII  | 2005 | Adam Raga        | Gas Gas       | Albert Cabestany  | Sherco        | Jeroni Fajardo    | Gas Gas        |
| XXIX    | 2006 | Toni Bou         | Beta          | Albert Cabestany  | Sherco        | Adam Raga         | Gas Gas        |
| XXX     | 2007 | Toni Bou         | Montesa Honda | Takahisa Fujinami | Montesa Honda | Jeroni Fajardo    | Beta           |
| XXXI    | 2008 | Adam Raga        | Gas Gas       | Toni Bou          | Montesa Honda | Albert Cabestany  | Beta           |
| XXXII   | 2009 | Toni Bou         | Montesa Honda | Adam Raga         | Gas Gas       | Takahisa Fujinami | Montesa Honda  |
| XXXIII  | 2010 | Toni Bou         | Montesa Honda | Albert Cabestany  | Sherco        | James Dabill      | Gas Gas        |
| XXXIV   | 2011 | Toni Bou         | Montesa Honda | Albert Cabestany  | Sherco        | Adam Raga         | Gas Gas        |
| XXXV    | 2012 | Toni Bou         | Montesa Honda | Albert Cabestany  | Sherco        | Jeroni Fajardo    | Beta           |
| XXXVI   | 2013 | Toni Bou         | Montesa Honda | Adam Raga         | Gas Gas       | Takahisa Fujinami | Montesa Honda  |
| XXXVII  | 2014 | Toni Bou         | Montesa Honda | Adam Raga         | Gas Gas       | Albert Cabestany  | Sherco         |
| XXXVIII | 2015 | Toni Bou         | Montesa Honda | Adam Raga         | Gas Gas       | Albert Cabestany  | Sherco         |
| XXXIX   | 2016 | Toni Bou         | Montesa Honda | Adam Raga         | TRS           | Albert Cabestany  | Sherco         |
| XL      | 2017 | Toni Bou         | Montesa Honda | Adam Raga         | TRS           | Jeroni Fajardo    | Vertigo Motors |
| XLI     | 2018 | Toni Bou         | Montesa Honda | Adam Raga         | TRS           | Jeroni Fajardo    | Gas Gas        |
| XLII    | 2019 | Adam Raga        | TRS           | Toni Bou          | Montesa Honda | Jaime Busto       | Gas Gas        |
| XLIII   | 2020 | Toni Bou         | Montesa Honda | Adam Raga         | TRS           | Jorge Casales     | Gas Gas        |
| XLIV    | 2021 | Toni Bou         | Montesa Honda | Gabriel Marcelli  | Montesa Honda | Adam Raga         | TRS            |
| XLV     | 2022 | Toni Bou         | Montesa Honda | Adam Raga         | TRS           | Matteo Grattarola | Beta           |